# John Warby
John Warby (auch Walbey oder Warlby genannt, * 1774? in England; † 12. Juni 1851 in Campbelltown, New South Wales, Australien) war ein britischer Sträfling und ein Entdecker in Australien.

## Frühe Jahre
In Hereford in England wurde John Warby am 3. März 1791 wegen eines Diebstahls von zwei Fleischstücken zu sieben Jahren Strafarbeit verurteilt. Er wurde auf einem Schiff ins heutige Australien transportiert, wo er im Februar 1792 in Sydney ankam. Am 12. September 1796 heiratete er Sarah Bentley (1780–1869), die auch zu Strafarbeit verurteilt war. Mit ihr hatte er neun Söhne und fünf Töchter.

## Entdecker
Nach seiner Freilassung erhielt er 20 Hektar Land, das für die Viehwirtschaft geeignet war. 1806 wurde Warby zum Konstabler im Gebiet von Camden ernannt. Er war einer von denjenigen, die den Gouverneur William Bligh, bekannt durch die Meuterei auf der Bounty, auf einer Resolution mit einer Unterschrift am 1. Januar 1808 unterstützten, als das New South Wales Corps Bligh im Verlauf der Rum Rebellion seines Postens enthob. 1810 führte er Gouverneur Lachlan Macquarie auf Expeditionen nach Prospect Hill und später entlang des Nattai River. Er war der erste Europäer, der bis ins Gebiet der heutigen Orte The Oaks und Bargo am südwestlichen Ende des Sydneybeckens und  ins Gebiet von Burragorang vordrang. Er beteiligte sich auch an der Verfolgung von Bushrangers und Aborigines, wie auch deren Kontaktaufnahme.
Im Juni 1816 erhielt er 105 Hektar Land bei Campbelltown, wo er sich niederließ und 35 Jahre später am 12. Juni 1851 starb.